# Nicolás Maiques
Nicolás Andrés Maiques (Buenos Aires, 18 de abril de 1981) es un actor, cantante y productor audiovisual argentino. Conocido por su papel en la telenovela infantojuvenil Floricienta. Hizo su primera audición a los 11 años de edad, realizó campañas publicitarias para varios países, luego llegó a la televisión, el cine, el teatro y la música.

## Filmografía

### Televisión
| Año       | Título                  | Personaje                                   | Canal                |
| --------- | ----------------------- | ------------------------------------------- | -------------------- |
| 1997      | Chiquititas             | Lobo solitario                              | Telefe               |
| 1998      | De corazón              |                                             | El Trece             |
| 1999      | Libre-mente             | Ángel                                       | América TV           |
| 2003      | Rebelde Way             | Máximo Cambert                              | Canal 9 / América TV |
| 2003      | Ensayo                  | Ep: "Hammet" Ep: "2 días en Buenos Aires"   | TV Pública           |
| 2003      | Dr. Amor                | Pedro                                       | El Trece             |
| 2004—2005 | Floricienta             | Nicolás Fritzenwalden Lautaro Fritzenwalden | El Trece / Telefe    |
| 2010—2011 | Yo soy virgen           | Benjamín                                    | Serie web            |
| 2011      | El paraíso              |                                             | TV Pública           |
| 2011      | Adictos                 | Ricky Montezano                             | Canal 10             |
| 2012—2014 | El fan                  | Michael Maiques                             | Yups Channel         |
| 2012      | Apasionado corazón      | Nicolás del diván Anchorena                 | Yups Channel         |
| 2012—2013 | Peter Punk              | Trash                                       | Disney XD            |
| 2013      | Combate                 | Invitado especial                           | Andina de Televisión |
| 2016      | El gran show            | Invitado Especial                           | América Televisión   |
| 2016      | Los reyes del playback  | Participante y ganador                      | Latina Televisión    |
| 2016      | BLN, la competencia     | Jurado                                      | Canal Uno            |
| 2016—2018 | La Trinity              | Dustin Donald                               | Ecuavisa             |
| 2017      | Dalia de las hadas      | Geronzi                                     | La 5                 |
| 2019      | Brigada 317             | Nico                                        | Serie web            |
| 2019      | Por siempre Sofia       | Sofia                                       | FWTV                 |
| 2020      | Los reyes del playback  | Participante y ganador                      | Latina Televisión    |
| 2021—2022 | Match game              | Panelista / Humorista                       | El Trece             |
| 2022      | El hotel de los famosos | Participante - 3.º eliminado                | El Trece             |
| 2023      | ¿De qué signo sos?      | Panelista                                   | El Trece             |
| 2024—2025 | Los García              | Lorenzo                                     | Ecuavisa             |

### Cine
| Año  | Título                                                   | Personaje        | Dirección                          |
| ---- | -------------------------------------------------------- | ---------------- | ---------------------------------- |
| 2003 | Vivir intentando                                         |                  | Tomás Yankelevich                  |
| 2004 | Palermo Hollywood                                        |                  | Eduardo Pinto                      |
| 2008 | Valentina, la película                                   | Lucas (voz)      | Eduardo Gondell                    |
| 2012 | La máquina que escupe monstruos y la chica de mis sueños | Lee              | Agustín Ross Beraldi y Diego Labat |
| 2013 | Chicos católicos apostólicos y romanos                   | Álvaro           | Juan Paya                          |
| 2015 | Érase una Vez en Buenos Aires                            | Miles            | Agustín Ross Beraldi y Diego Labat |
| 2015 | Naturaleza muerta                                        | Joaquín González | Gabriel Grieco                     |
| 2019 | El agua                                                  | Zed              | Andrea Dargenio                    |
| 2019 | La grieta                                                | Santino          | Max Franco y Pedro Maccarone       |

## Teatro
| Año       | Obra                                    | Dirección           | Papel             |
| --------- | --------------------------------------- | ------------------- | ----------------- |
| 2004-2007 | Floricienta y su banda                  | Cris Morena         | Actor y cantante  |
| 2006-2007 | Pelota paleta                           | Ezequiel Tronconi   | Actor             |
| 2008-2009 | El viaje a ninguna parte                | Anabella Blanco     | Actor             |
| 2009      | ¡Socorro! Malcriados                    | Pablo Drigo         | Actor             |
| 2009      | Las déspotas                            | Nicolás Pérez Costa | Actor             |
| 2010      | Remiseria                               | Pablo Drigo         | Actor             |
| 2010-2011 | El espejo (dime qué ves)                | Matías Puricelli    | Actor             |
| 2011-2016 | Chicos católicos, apostólicos y romanos | Carlos Kaspar       | Actor y productor |
| 2012      | Ansiedad, porque sí                     | Pablo Drigo         | Autor y productor |
| 2012      | ¿Y ella quién es?                       | Pablo Drigo         | Autor y productor |
| 2013      | Rock Bones en el Gran Rex               | Disney              | Trash             |
| 2017      | Te toca a ti                            | Ricardo Velasteguí  | Nicolas           |
| 2018      | Ternura                                 | Autor               | Director          |
| 2019      | La lechuga                              | Nicolás Scarpino    | Actor             |
| 2020      | Ruidos Molestos                         | Juan Paya           | Actor             |
| 2020      | El plan Rodolfo                         |                     |                   |
| 2021      | Dispuestos a todo                       |                     |                   |
| 2021-2022 | La bomba                                | Gabriel Villalba    | Actor             |
| 2022-2023 | 100 m²                                  | Manuel González Gil | Actor             |

## Discografía

### Diferente pero igual
- 2014

1. «Siento»
2. «Guardo»
3. «Vivir de noche»
4. «Abril»
5. «La ventana de tu alma»
6. «El tiempo»
7. «Silencio»
8. «Mil rosas y un caracol»
9. Todo se rompió
10. «Sento (Siento, versión en italiano)»
11. «Ídolos»

1, 2, 3, 4, 5, 6, 7 y 9 coescritos con Hernán Lechuga.

### Chicos católicos, apostólicos y romanos
- «La cumbia de Román» (2012)
- «El himno a la joda» (2013)
- «Una noche de fogón» (2014)
- «Un río de birra» (2015)